# 大村典子
大村 典子（おおむら のりこ、1945年 - ）は、日本のピアニスト、音楽教育家。尚美学園大学客員教授。元宮崎県立看護大学教授。

## 人物
1971年に国立音楽大学大学院音楽学専攻を修了後、「四季」の作曲家ヴィヴァルディの研究で国際的に評価され、1978年「ヴィヴァルディ生誕300周年記念論文集」の執筆メンバーに、非ヨーロッパ圏より唯一選ばれて寄稿。
その後音楽教育家に転身。1980年以来、1600回を超える講演で全国的に活躍。楽譜やCDなど、出版ソフト類は130点に及ぶ。

## 主な出演
- マイライフ（NHK）
- 徹子の部屋（テレビ朝日）
- らららクラシック（NHK）

## 書籍
- 1977年 - ヴィヴァルディの演奏法 ヴァルター・コルネーダー、馬淵卯三郎共著
- 1977年 - ヤル気を引き出すピアノのレッスン (オンブックス )
- 1983年 - ピアノが好きになる教え方・習わせ方
- 1984年 - ピアノありがとう―のびのび教育
- 1987年 - エンジョイ! ザ・ピアノ発表会
- 1998年 - 典子とヒロシのPIANOふぇすてぃばる ドラマテイック編 上下 吉田洋共著
- 1992年 - お母さん、ノリコ平気よ!
- 1994年 - 大村典子ファミリーピアノ連弾集1〜6
- 1995年 - 誰でもできるファミリーピアノ連弾―音楽で家族だんらんを!
- 1997年 - 典子とヒロシのPIANOふぇすてぃばる―発表会・演奏会用、吉田洋共著
- 1998年 - 大村典子連弾ピースセレクション1〜18
- 1998年 - 典子とヒロシのピアノふぇすてぃばる
- 2000年 - 典子のハートフルコミュニケーション
- 2000年 - 大村典子大人のハートフルピアノデュオ
- 2002年 - 大村典子連弾ピースセレクション
- 2003年 - 大村典子 大人のハートフル・ピアノ曲集1〜6
- 2004年 - 大人のピアノ~長続きのコツ 大崎妙子共著
- 2005年 - 大村典子ハッピーコーラス
- 2006年 - 大村典子日本のうたファミリー連弾集
- 2013年 - 大村典子 日本のうた ファミリー連弾 ベストセレクション 大村典子

## 出版
- 著作
  - 『ヴィヴァルディの器楽作品対照法』（アカデミア・ミュージック、1972年）
- 翻訳
  - ヴァルター・コルネーダー著『ヴィヴァルディの演奏法』（アカデミア・ミュージック、1977年）馬淵卯三郎との共訳